# José Queiroz da Costa
José Queiroz da Costa (Itabaiana, 14 de julho de 1936 - Aracaju, 18 de novembro de 2024) foi um político brasileiro. Exerceu o mandato de deputado federal constituinte em 1988. Filho de Antônio José da Costa e Maria Queirós da Costa, casou-se com Maria do Carmo Monteiro Costa, com quem teve seis filhos.

## Biografia
Nasceu em 14 de julho de 1936, em Itabaiana, no estado de Sergipe. Filho de Antônio José da Costa e Maria Queiroz da Costa, estudou até o segundo grau no Colégio Estadual Murilo Braga, a maior escola pública do interior sergipano.
Faleceu em 18 de novembro de 2024 aos 88 anos por complicações de uma pneumonia.

## Esporte
José Queiroz adentrou nos esportes quando tornou-se patrono da Associação Olímpica de Itabaiana, no ano de 1968, levando-o ao melhor momento de sua história. Com seu auxílio, o clube foi campeão sergipano nos anos: 1969, 1973, 1978, 1979, 1980, 1981, 1982 e em 1997. 